# Trasona
Trasona (Tresona en asturien) est une paroisse de la municipalité de Corvera des Asturies, dans les Asturies, en Espagne, avec 1 983 habitants en 2020. Elle se trouve à 32 km d'Oviedo, à 2 km d'Avilés et à 4 km de la capitale de la région, Nubledo (Cancienes).
Trasona est limitrophe des communes d'Avilés, de Gozón et de Carreño, ainsi que des paroisses de Las Vegas et de Cancienes. 

## Économie
Son activité économique est éminemment industrielle (Aceralia, Fertiberia) et commerciale (centres commerciaux), bien qu'elle compte également des exploitations d'élevage et diverses alternatives de loisirs comme un grand terrain de golf et plusieurs hôtels 4 étoiles. 

## Sport
Le lac de barrage de Trasona est une référence sportive dans les Asturies en raison de la présence du Centre sportif de Trasona, spécialisé dans le canoë-kayak, l'aviron et le tir à l'arc. Il a accueilli le Championnats d'Europe de course en ligne de canoë-kayak en 2010.
C'est de Trasona CF qu'est originaire le footballeur international espagnol Miguel Ángel Angulo, qui a joué pour le Valencia CF, aujourd'hui à la retraite. 

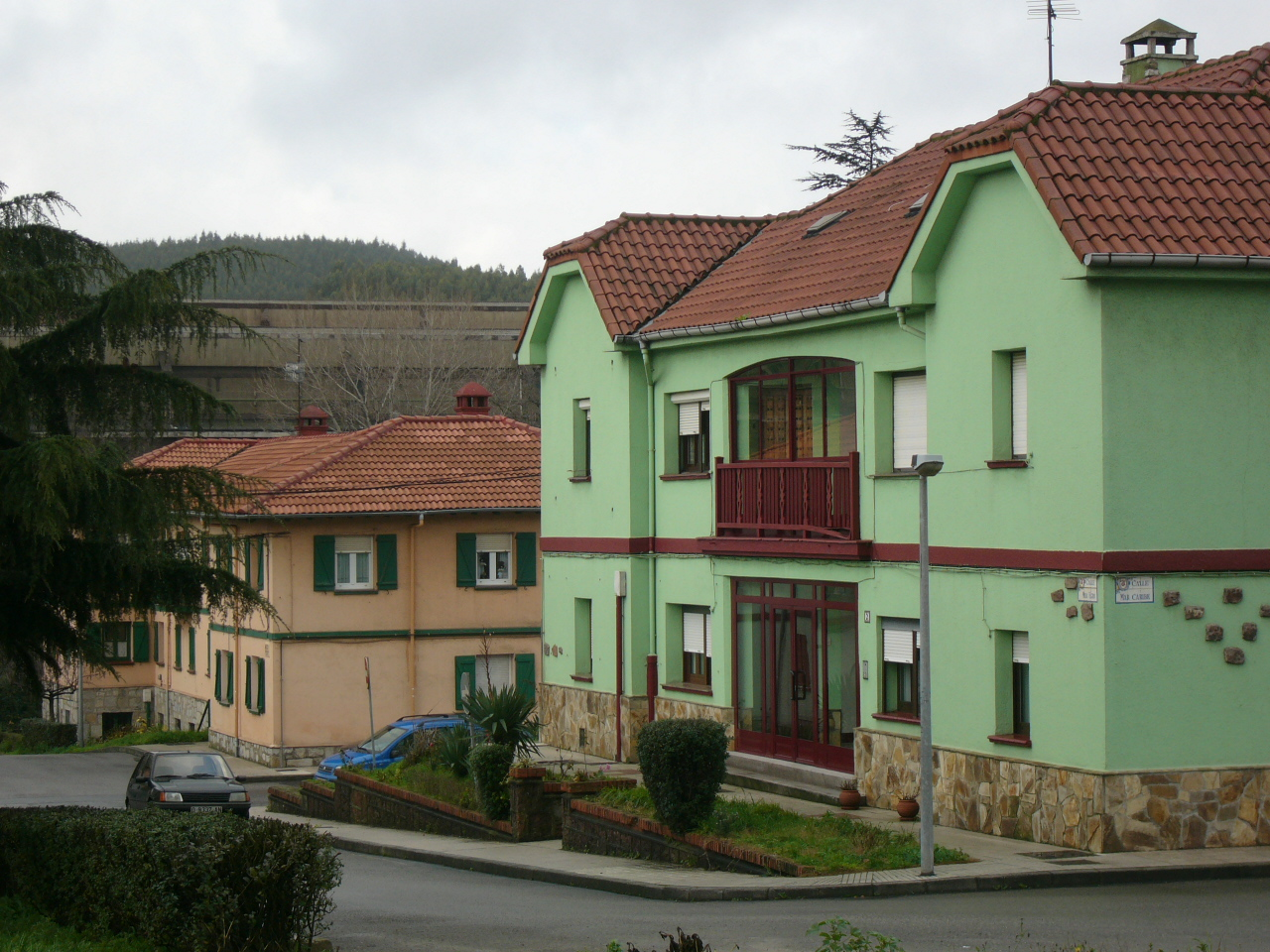
Maisons du village des travailleurs d'Ensidesa.
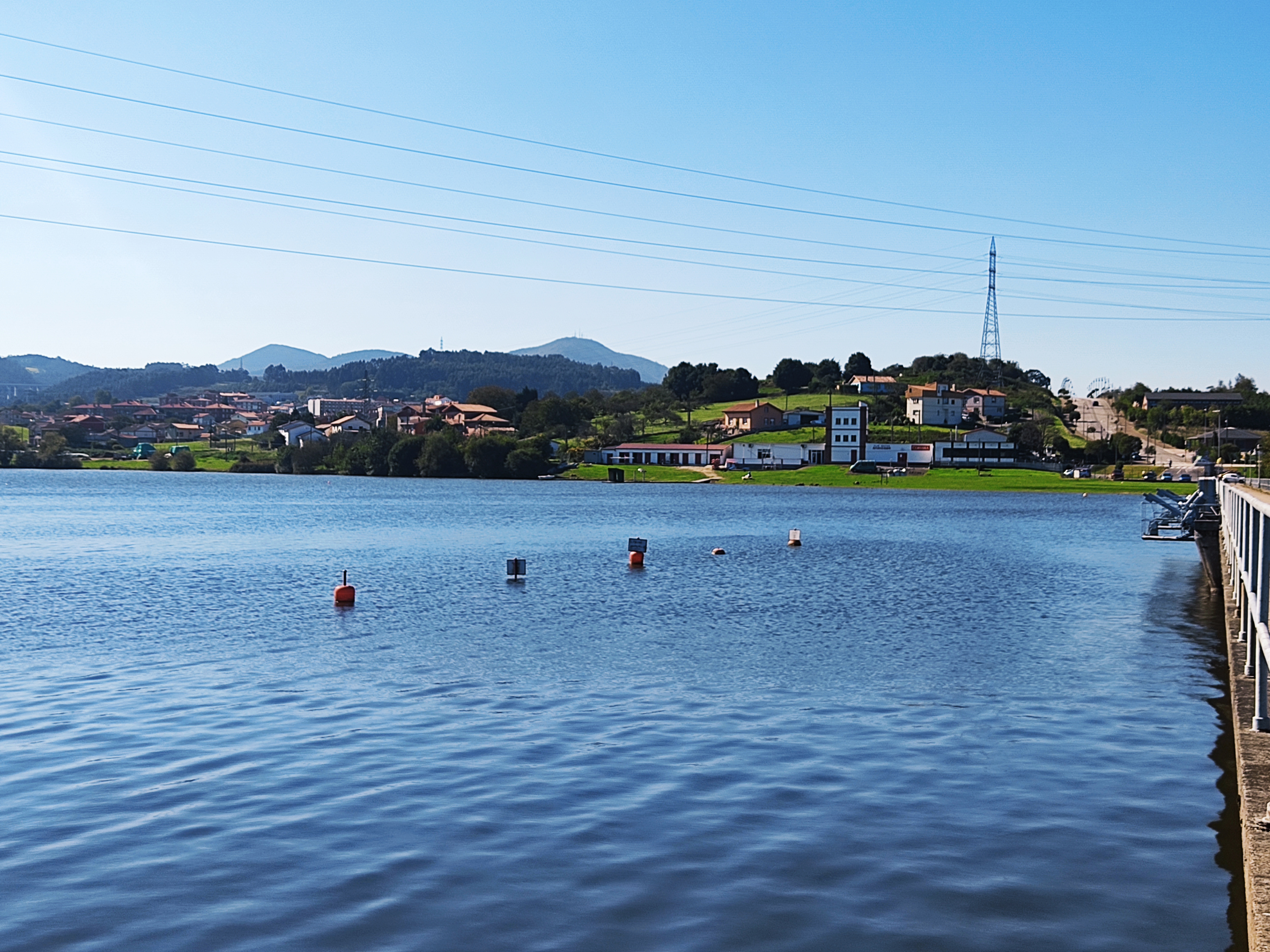
Le lac de barrage de Trasona.

## Source
- (es) Cet article est partiellement ou en totalité issu de l’article de Wikipédia en espagnol intitulé « Trasona » (voir la liste des auteurs).